# Makiramonark
För fågelarten Symposiachrus vidua, se halsbandsmonark.
Makiramonark (Myiagra cervinicauda) är en fågel i familjen monarker inom ordningen tättingar.

## Utbredning och systematik
Fågeln förekommer i låglänta områden på ön Makira i södra Salomonöarna. Den behandlas som monotypisk, det vill säga att den inte delas in i några underarter.

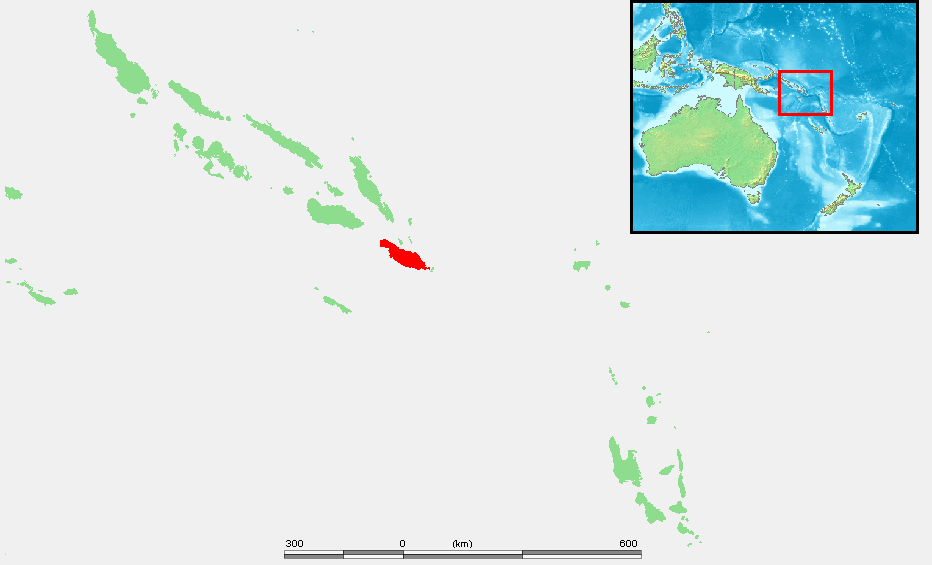
Ön Makira i Salomonöarna.

## Status
IUCN kategoriserar arten som nära hotad.